# Entodiniomorphida
Entodiniomorphida — порядок найпростіших класу Litostomatea типу Війчасті (Ciliophora). Представники порядку живуть як комменсали в шлунку великої рогатої худоби, овець та інших жуйних ссавців, а також в кишечнику різних травоїдних тварин (наприклад, коней). Організми є анаеробними і можуть переварити целюлозу.

## Класифікація
- Родина Buetschliidae Poche, 1913
- Родина Cycloposthiidae Poche, 1913
- Родина Ditoxidae Strelkow, 1939
- Родина Ophryoscolecidae Stein, 1859
- Родина Spirodiniidae Strelkow, 1939
- Родина Troglodytellidae Corliss, 1979